# ガラル・ヤファイ
ガラル・ヤファイ（アラビア語: جلال يافعي、英語: Galal Yafai、1992年12月11日 - ）は、イギリスのプロボクサー。バーミンガム出身。現WBC世界フライ級暫定王者。東京オリンピックフライ級金メダリスト。
元WBA世界スーパーフライ級王者のカリッド・ヤファイは実兄。

## 来歴

### アマチュア時代
2016年8月、リオデジャネイロオリンピックにライトフライ級（49kg）で出場し、2回戦で敗退した。
2017年6月、ハルキウで行われたヨーロッパ選手権にライトフライ級（49kg）で出場し、銀メダルを獲得した。
2019年9月、エカテリンブルクで行われた世界選手権にフライ級（52kg）で出場し、準々決勝で敗退した。
2021年、東京オリンピックにフライ級（52kg）で出場し、決勝でフィリピンのカルロ・パーラムに4-1の判定で勝利し金メダルを獲得した。
ボクシングでの功績が認められ、2022年のMBEを受賞した。

### プロ時代
2022年2月27日、ロンドンのO2アリーナにてローレンス・オコリー対ミハル・チェスラックの前座で、プロデビュー戦としてカルロス・ヴァド・バティスタとWBCインターナショナルフライ級王座決定戦を行い、5回2分11秒TKO勝ちを収め王座を獲得した。
2024年11月30日、バーミンガムのBP・プラス・ライブでWBC世界フライ級暫定王座決定戦をWBC世界同級3位のサニー・エドワーズと行い、6回1分10秒TKO勝ちを収め王座を獲得した。
2025年3月26日、指名挑戦者のフランシスコ・ロドリゲス・ジュニアとのWBC世界フライ級暫定王座防衛戦の入札が行われ、ヤファイ擁するマッチルーム・スポーツが222000ドル（約3400万円）で興行権を落札した。

## 戦績
- プロボクシング：10戦 9勝 (7KO) 無敗 1無効試合

| 戦           | 日付           | 勝敗 | 時間    | 内容    | 対戦相手                           | 国籍           | 備考                                                   |
| ------------ | -------------- | ---- | ------- | ------- | ---------------------------------- | -------------- | ------------------------------------------------------ |
| 1            | 2022年2月27日  | ☆    | 5R 2:11 | TKO     | カルロス・ヴァド・バティスタ       | メキシコ       | プロデビュー戦 WBCインターナショナルフライ級王座決定戦 |
| 2            | 2022年4月30日  | ☆    | 2R 終了 | TKO     | ミゲル・カルタヘナ                 | アメリカ合衆国 | WBCインターナショナル防衛1                             |
| 3            | 2022年11月5日  | ☆    | 10R     | 判定2-1 | ゴハン・ロドリゲス・ガルシア       | メキシコ       | WBCインターナショナル防衛2                             |
| 4            | 2023年4月1日   | ☆    | 4R 0:44 | TKO     | モイセス・カレロス                 | メキシコ       |                                                        |
| 5            | 2023年8月19日  | ☆    | 1R 1:40 | TKO     | トミー・フランク                   | イギリス       | WBCインターナショナル防衛3                             |
| 6            | 2023年12月16日 | ☆    | 10R     | 判定3-0 | ロッコ・サントマウロ               | アメリカ合衆国 | WBCインターナショナル防衛4                             |
| 7            | 2024年4月6日   | ☆    | 8R 2:40 | TKO     | アグスティン・ガウト               | アルゼンチン   | WBCインターナショナル防衛5                             |
| 8            | 2024年9月16日  | ☆    | 3R 1:49 | TKO     | セルヒオ・オリバ                   | メキシコ       |                                                        |
| 9            | 2024年11月30日 | ☆    | 6R 1:10 | TKO     | サニー・エドワーズ                 | イギリス       | WBC世界フライ級暫定王座決定戦                          |
| 10           | 2025年6月21日  | －   | 12R     | NC      | フランシスコ・ロドリゲス・ジュニア | メキシコ       | WBC暫定・世界フライ級タイトルマッチ                    |
| テンプレート |                |      |         |         |                                    |                |                                                        |

## 獲得タイトル
- アマチュアボクシング
  - 東京オリンピックフライ級金メダル
- プロボクシング
  - WBCインターナショナルフライ級王座
  - WBC世界フライ級暫定王座